# Lyell-Syndrom

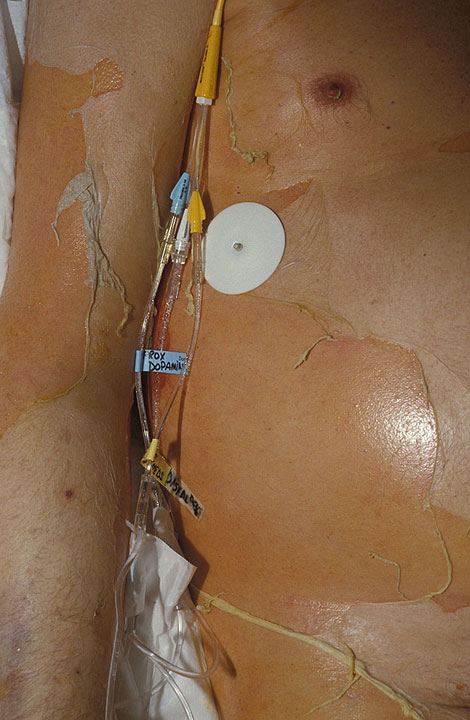
Patient mit medikamentös induziertem Lyell-Syndrom

Das Lyell-Syndrom, auch als Epidermolysis acuta toxica oder Syndrom der verbrühten Haut bezeichnet, ist eine seltene, nach dem schottischen Dermatologen Alan Lyell benannte akute Hautveränderung, die durch blasige Ablösungen der Epidermis der Haut („Syndrom der verbrühten Haut“) gekennzeichnet ist.
Die Sterblichkeitsrate beträgt je nach Ausmaß der Schädigung zwischen 25 und 70 %.
Es gibt zwei Formen des Lyell-Syndroms: das medikamentös induzierte Lyell-Syndrom (Toxische epidermale Nekrolyse, TEN) und das staphylogene Lyell-Syndrom (Staphylococcal scalded skin syndrome, SSSS).

## Epidemiologie
In Deutschland beträgt die Inzidenz für das Auftreten eines medikamentös induzierten Lyell-Syndroms 0,93 pro 1.000.000 Einwohner pro Jahr und für ein staphylogenes Lyell-Syndrom zwischen 0,09 und 0,13 pro 1.000.000 Einwohner pro Jahr.
In Frankreich beträgt die Inzidenz für das medikamentös induzierte Lyell-Syndrom 1,2 pro 1.000.000 Einwohner pro Jahr und für das staphylogene Lyell-Syndrom 0,56 pro 1.000.000 Einwohner pro Jahr.

## Das medikamentös induzierte Lyell-Syndrom (TEN)
Das medikamentös induzierte Lyell-Syndrom tritt als zytotoxische allergische Reaktion auf Medikamente insbesondere bei Erwachsenen, seltener bei Kindern auf. Aufgrund der sehr ähnlichen Klinik und Histopathologie kann die TEN als Maximalform des Stevens-Johnson-Syndroms angesehen werden.
Folgende Medikamente gelten nach Angaben der Arzneimittelkommission der deutschen Ärzteschaft als mögliche Auslöser:
- antibakterielle Sulfonamide, zum Beispiel Cotrimoxazol (Mischung aus Sulfamethoxazol und Trimethoprim)
- Antikonvulsiva, zum Beispiel Phenytoin, Carbamazepin, Lamotrigin
- Analgetika und nichtsteroidale Antirheumatika, vor allem Pyrazolone wie Metamizol
- Allopurinol.

Jüngere Studiendaten legen nahe, dass die Assoziation zwischen TEN und Sulfonamiden eher schwach ist und im Fall von Cotrimoxazol auf dessen Bestandteil Trimethoprim zu beruhen scheint. Es sind mehrere Fälle beschrieben, in denen es unter der Behandlung mit Fluorchinolon-Antibiotika zu tödlichen Verläufen von TEN kam. Diese betrafen auch Patienten ohne prädisponierende Risikofaktoren. Als Ursache werden Interaktionen zwischen Fluorchinolonen und T-Zellen angenommen. Allerdings ist zu beachten, dass schwere Hautreaktionen grundsätzlich auch bei der Einnahme vieler anderer Medikamente auftreten können. Bei langfristig einzunehmenden Medikamenten gilt in der Regel, dass das Risiko in den ersten zwei Monaten am höchsten ist.

## Das staphylogene Lyell-Syndrom (SSSS)
Das staphylogene Lyell-Syndrom (Staphylococcal scalded skin syndrome) wird durch das Exotoxin Exfoliatin des  Bakteriums Staphylococcus aureus der Phagengruppe II verursacht. Es betrifft hauptsächlich Säuglinge in den ersten drei Lebensmonaten. Häufig geht eine eitrige Infektion der Haut, der Bindehäute, eine eitrige Otitis oder eine Pharyngitis voraus. Bei Erwachsenen besteht eine Immunität durch neutralisierende Antikörper gegen  das Exfoliatin. Immungeschwächte Erwachsene können jedoch auch erkranken.

## Klinisches Erscheinungsbild und Verlauf

### Das medikamentös induzierte Lyell-Syndrom
Es kommt zunächst zu einer Prodromalphase mit Unwohlsein, Appetitlosigkeit, Rhinitis und Fieber.  Diese kann zwischen 2 und 21 Tagen andauern. Im Anschluss daran geht die Erkrankung in eine Akutphase über. Bei anhaltendem Fieber kommt es zu großflächigen Erythemen. Es kommt zu einer großflächigen nekrosebedingten Ablösung der Epidermis. Das Nikolski-Zeichen ist positiv. Die Nekrosen können auch die Schleimhäute, insbesondere die Mundschleimhaut betreffen. Im Anschluss an die Akutphase folgt eine ein- bis zweiwöchige Reepithelisierungsphase.
Mögliche Komplikationen sind Infektionen mit Sepsis, eine Leukopenie bis hin zu einer Agranulozytose oder Narbenbildungen in der Abheilungsphase.

### Das staphylogene Lyell-Syndrom
Es kommt initial zu Fieber und einem generalisierten Erythem. Innerhalb von 24 Stunden bilden sich Blasen mit sterilem Inhalt. Das Nikolskizeichen ist positiv. Das staphylogene Lyell-Syndrom kann lokalisiert oder generalisiert am ganzen Körper auftreten. Die Läsionen heilen in der Regel innerhalb von 14 Tagen ohne Narbenbildung ab.

## Diagnostik
Eine sofortige Hautbiopsie und Abstriche helfen die medikamentöse Form von der infektiösen Form abzugrenzen. Differenzialdiagnostisch müssen eine großblasige Impetigo contagiosa, ein Stevens-Johnson-Syndrom sowie ein Scharlach-Exanthem bedacht werden.

## Histologie

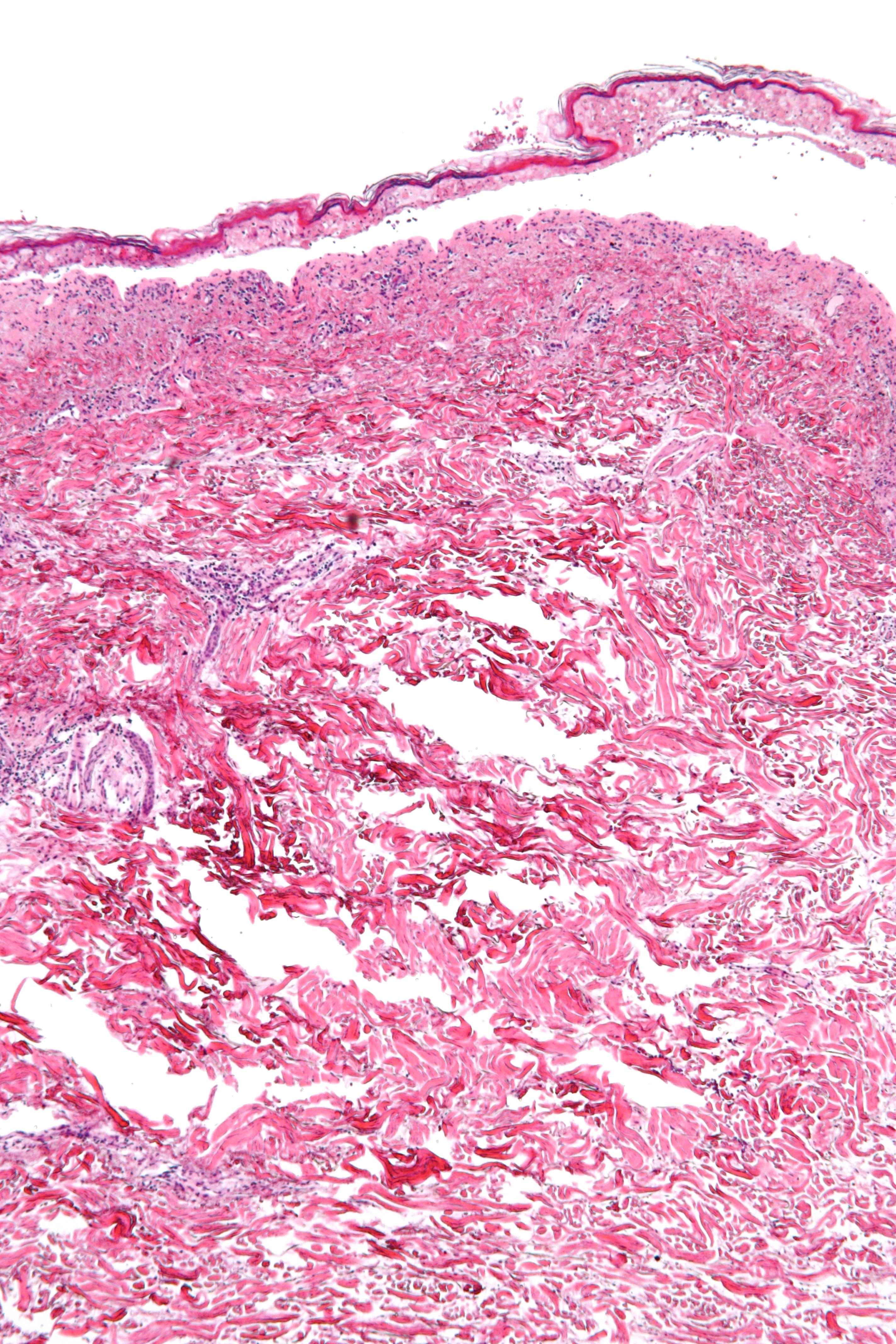
Histologisches Präparat einer Hautnekrose wie sie bei einem TEN vorkommt.

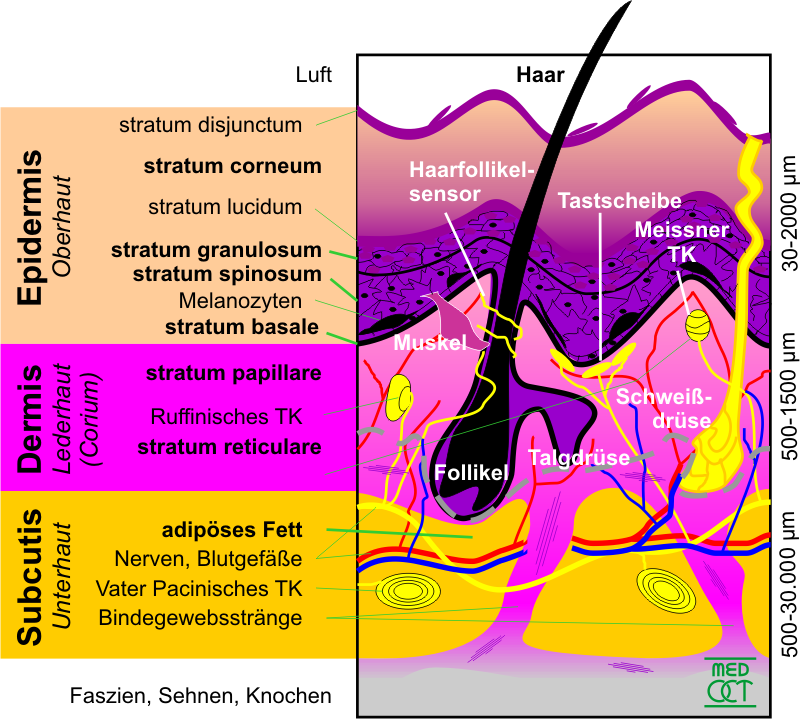
Schematische Darstellung der gesunden Haut. Während es beim SSSS zu einer Spaltbildung zwischen dem Stratum corneum und dem Stratum granulosum kommt, löst sich beim TEN die gesamte Epidermis.

Histologisch zeigen sich beim medikamentös induzierten Lyell-Syndrom eine Spaltbildung und Abhebung der gesamten Epidermis, während sich beim staphylogen verursachten Lyell-Syndrom eine Abhebung des Stratum corneum vom Stratum granulosum zeigt.
Bei der medikamentös induzierten Form zeigt sich histologisch eine subepidermale Blase mit einem oberflächlichen Infiltrat aus Lymphozyten und gelegentlich Granulozyten. Die gesamte Epidermis ist abgelöst und nekrotisch mit einem normalen korbgeflechtartigen Stratum corneum. Die Papillen der Dermis sind intakt. Vereinzelt finden sich Extravasate von Erythrozyten.
Die staphylogene Form zeigt histologisch eine nur aus dem Stratum corneum der Haut bestehende Blasendecke, vereinzelt können sich hier Zellen aus dem Stratum granulosum finden. Es finden sich spärliche entzündliche Infiltrate, der Blaseninhalt ist steril.

## Differentialdiagnose
Abzugrenzen ist die Epidermolytische Ichthyose sowie das DRESS-Syndrom (Drug Rash with Eosinophilia and Systemic Symptoms).

## Therapie
Es ist eine sofortige intensivmedizinische Überwachung und Therapie erforderlich. Die Patienten benötigen neben konstanter Raumtemperatur und Luftfeuchtigkeit eine Umkehrisolation, um Sekundärinfektionen zu vermeiden. Die symptomatische Therapie erfolgt analog zu großflächigen Verbrennungen.
Beim medikamentös induzierten Lyell-Syndrom müssen sämtliche Arzneimittel umgehend abgesetzt werden. Ausgenommen hiervon sind nur absolut lebensnotwendige Medikamente. Eine systemische Gabe von Kortikoiden sowie eine Flüssigkeits- und Elektrolytgabe zum Ausgleich der Verluste sind erforderlich. Das staphylogene Lyell-Syndrom wird mit β-Lactamase-stabilen Antibiotika behandelt. Kortikoide sind hier kontraindiziert.
Die lokale Therapie der Läsionen erfolgt mit lokal antiseptischen Maßnahmen und chirurgischer Sanierung von Nekrosen und Infektionen.
Bei der Lagerung von akut betroffenen Patienten gilt der Einsatz eines Air Fluidised Bettes als hilfreich.